# 長野県立松本美須々ヶ丘高等学校
もしかして
- 長野県松本美須々ヶ丘高等学校

ではありませんか？